# Temporada 2004-05 del València CF
La temporada 2004-2005 el València CF guanya la Supercopa d'Europa, amb Claudio Ranieri en la banqueta en la seua segona etapa com a entrenador merengot. L'italià, que va afirmar poc abans del seu fitxatge que si calia, tornaria a València nadant, venia d'una no gaire bona etapa amb el Chelsea FC. A la final de la Supercopa d'Europa, el protocol va voler que els presidents dels dos clubs finalistes i les seues parelles presidiren el banquet previ al partit, compartint taula amb el president de la UEFA i els Prínceps de Mònaco, ja que la final se celebrà a Montecarlo. Açò provocà la gelosia de l'esposa del màxim accionista del club, Juan Bautista Soler, que juntament amb altres consellers el convencerien perquè fera dimitir a Jaume Ortí i el substituira com a president. Tot i perdre la Supercopa d'Espanya davant el Reial Saragossa de David Villa, l'inici de temporada del València va ser espectacular, amb l'equip líder de lliga després de guanyar tots els partits. El punt d'inflexió va ser el partit de Lliga de Campions contra el Werder Bremen, on Jaume Ortí, tot i ser encara president, no va viatjar doncs s'estava preparant el seu relleu per part de Bautista Soler. Al camp, el València no només va perdre, sinó que Vicente Rodríguez Guillén, qui venia de ser considerat un dels millors jugadors de la lliga i del món, va patir una lesió a partir de la qual no tornaria a ser el mateix jugador d'abans, tot recaiguent en diferents etapes de la seua trajectòria esportiva. A partir d'aquell moment el València comença a encadenar derrotes, guanyant-se Bautista Soler fama de malastruc.
Aquell any el València va ser eliminat de la Lliga de Campions en la fase de grups, passant a jugar la Copa de la UEFA en acabar tercer. Tanmateix, a la primera eliminatòria seria eliminat en penals per l'Steaua de Bucarest, provocant la destitució de Ranieri en febrer de 2005. A lliga, acabaria en setena posició.

## Equip

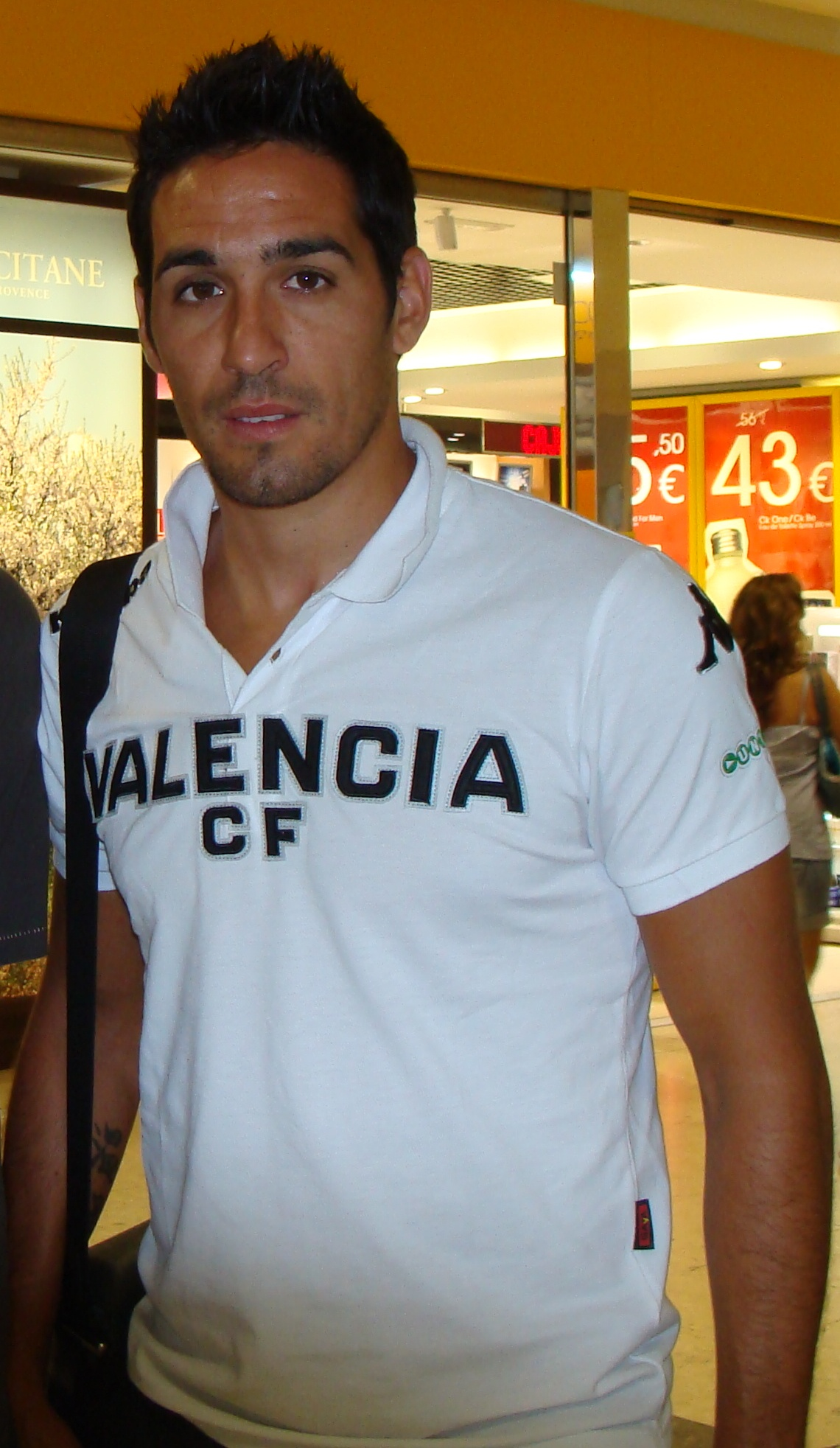
A partir del partit de Bremen, Vicente patiria un calvari de lesions del que mai no es recuperaria.

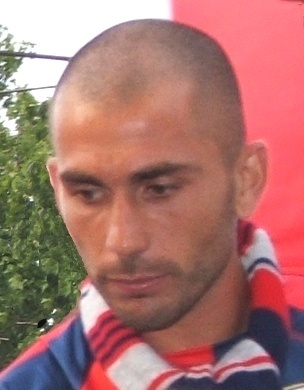
Tot i no triomfar a l'equip, Marco Di Vaio va ser el màxim anotador de la temporada.

Jugadors en acabar la temporada
| N. | Pos. | Nac. | Jugador                |
| -- | ---- | --- | ---------------------- |
| 1  | POR  | [[Fitxer:Flag of Spain.svg\|23x15px\|border \|alt=Espanya\|link=Selecció de futbol d'Espanya\|{{#if:\|]]                            | Santiago Cañizares     |
| 2  | DEF  | [[Fitxer:Flag of Paraguay.svg\|23x15px\|border \|alt=Paraguai\|link=Selecció de futbol del Paraguai\|{{#if:\|]]                     | Ángel Roberto Amarilla |
| 3  | DEF  | [[Fitxer:Flag of Brazil.svg\|23x15px\|border \|alt=Brasil\|link=Selecció de futbol del Brasil\|{{#if:\|]]                           | Fábio Aurélio          |
| 4  | DEF  | [[Fitxer:Flag of Argentina.svg\|23x15px\|border \|alt=Argentina\|link=Selecció de futbol de l'Argentina\|{{#if:\|]]                 | Roberto Ayala          |
| 5  | DEF  | [[Fitxer:Flag of Spain.svg\|23x15px\|border \|alt=Espanya\|link=Selecció de futbol d'Espanya\|{{#if:\|]]                            | Carlos Marchena        |
| 6  | MIG  | [[Fitxer:Flag of the Valencian Community (2x3).svg\|23x15px\|border \|alt=València\|link=Selecció de futbol de València\|{{#if:\|]] | David Albelda          |
| 7  | MIG  | [[Fitxer:Flag of Italy.svg\|23x15px\|border \|alt=Itàlia\|link=Selecció de futbol d'Itàlia\|{{#if:\|]]                              | Stefano Fiore          |
| 8  | MIG  | [[Fitxer:Flag of Spain.svg\|23x15px\|border \|alt=Espanya\|link=Selecció de futbol d'Espanya\|{{#if:\|]]                            | Rubén Baraja           |
| 9  | DAV  | [[Fitxer:Flag of Italy.svg\|23x15px\|border \|alt=Itàlia\|link=Selecció de futbol d'Itàlia\|{{#if:\|]]                              | Bernardo Corradi       |
| 10 | MIG  | [[Fitxer:Flag of Spain.svg\|23x15px\|border \|alt=Espanya\|link=Selecció de futbol d'Espanya\|{{#if:\|]]                            | Miguel Ángel Angulo    |
| 11 | DAV  | [[Fitxer:Flag of Italy.svg\|23x15px\|border \|alt=Itàlia\|link=Selecció de futbol d'Itàlia\|{{#if:\|]]                              | Marco Di Vaio          |
| 12 | DEF  | [[Fitxer:Flag of Portugal.svg\|23x15px\|border \|alt=Portugal\|link=Selecció de futbol de Portugal\|{{#if:\|]]                      | Marco Caneira          |

| N. | Pos. | Nac. | Jugador          |
| -- | ---- | --- | ---------------- |
| 13 | POR  | [[Fitxer:Flag of the Valencian Community (2x3).svg\|23x15px\|border \|alt=València\|link=Selecció de futbol de València\|{{#if:\|]] | Andreu Palop     |
| 14 | MIG  | [[Fitxer:Flag of the Valencian Community (2x3).svg\|23x15px\|border \|alt=València\|link=Selecció de futbol de València\|{{#if:\|]] | Vicente          |
| 15 | DEF  | [[Fitxer:Flag of Italy.svg\|23x15px\|border \|alt=Itàlia\|link=Selecció de futbol d'Itàlia\|{{#if:\|]]                              | Amedeo Carboni   |
| 16 | MIG  | [[Fitxer:Flag of France (1794–1815, 1830–1974).svg\|23x15px\|border \|alt=França\|link=Selecció de futbol de França\|{{#if:\|]]     | Mohamed Sissoko  |
| 17 | DEF  | [[Fitxer:Flag of the Valencian Community (2x3).svg\|23x15px\|border \|alt=València\|link=Selecció de futbol de València\|{{#if:\|]] | David Navarro    |
| 18 | MIG  | [[Fitxer:Flag of Mallorca.svg\|23x15px\|border \|alt=Mallorca\|link=Selecció de futbol de Mallorca\|{{#if:\|]]                      | Xisco            |
| 19 | MIG  | [[Fitxer:Flag of the Valencian Community (2x3).svg\|23x15px\|border \|alt=València\|link=Selecció de futbol de València\|{{#if:\|]] | Francisco Rufete |
| 20 | DAV  | [[Fitxer:Flag of Spain.svg\|23x15px\|border \|alt=Espanya\|link=Selecció de futbol d'Espanya\|{{#if:\|]]                            | Mista            |
| 21 | MIG  | [[Fitxer:Flag of Argentina.svg\|23x15px\|border \|alt=Argentina\|link=Selecció de futbol de l'Argentina\|{{#if:\|]]                 | Pablo Aimar      |
| 23 | DEF  | [[Fitxer:Flag of Catalonia.svg\|23x15px\|border \|alt=Catalunya\|link=Selecció de futbol de Catalunya\|{{#if:\|]]                   | Curro Torres     |
| 24 | DEF  | [[Fitxer:Flag of Italy.svg\|23x15px\|border \|alt=Itàlia\|link=Selecció de futbol d'Itàlia\|{{#if:\|]]                              | Emiliano Moretti |
| 25 | POR  | [[Fitxer:Flag of France (1794–1815, 1830–1974).svg\|23x15px\|border \|alt=França\|link=Selecció de futbol de França\|{{#if:\|]]     | Ludovic Butelle  |

### Deixen l'equip a mitjan temporada
| N. | Pos. | Nac. | Jugador                          |
| -- | ---- | --- | -------------------------------- |
| 32 | DAV  | [[Fitxer:Flag of Spain.svg\|23x15px\|border \|alt=Espanya\|link=Selecció de futbol d'Espanya\|{{#if:\|]] | David Silva (cedit a l'SD Eibar) |

| N. | Pos. | Nac. | Jugador                                         |
| -- | ---- | --- | ----------------------------------------------- |
| 22 | MIG  | [[Fitxer:Flag of Uruguay.svg\|23x15px\|border \|alt=Uruguai\|link=Selecció de futbol de l'Uruguai\|{{#if:\|]] | Gonzalo de los Santos (cedit al Reial Mallorca) |